# Натаниэль Морейра Милуоски
Натанаэл Морейра Милоуски (порт.-браз. Natanael Moreira Milouski); род. 5 января 2002, Браганей, Парана), — бразильский футболист, защитник клуба «Коритиба».

## Клубная карьера
Натаниэль — воспитанник клуба «Коритиба». 2 февраля 2020 года в поединке Лиги Паулиста против «ГЛондрины» Морейра дебютировал за основной состав. 13 августа в матче против «Баии» он дебютировал в бразильской Серии A. 21 июля 2021 года в поединке против «Флуминенсе» Морейра забил свой первый гол за «Коритибу». По итогам сезона клуб вылетел из бразильской Серии B, но Натаниэль остался в команде и спустя год помог ей вернуться в элиту.